# Syndrom cywilizacji
Syndrom cywilizacji – album instrumentalisty Władysława Komendarka, który został wydany w 2002 roku. Wydawcą była wytwórnia PMC System Integrator.

## Lista utworów
1. "Krótki zasięg umysłu" - 6:19
2. "Zjednoczone Królestwo Marsa i Księżyca" - 7:32
3. "Parabola muz (B)" - 3:53
4. "Przerabiacze świata" - 9:11
5. "Syndrom cywilizacji" - 5:34
6. "Międzynarodowy idiota" - 6:44
7. "Atrapa wartości" - 8:14
8. "Wirtualne media" - 5:24
9. "Myślowy bałagan" - 7:40
10. "Anioły światłości" - 5:29
11. "Parabola muz (A)" - 6:43